# 北阿瓜阿蘇爾

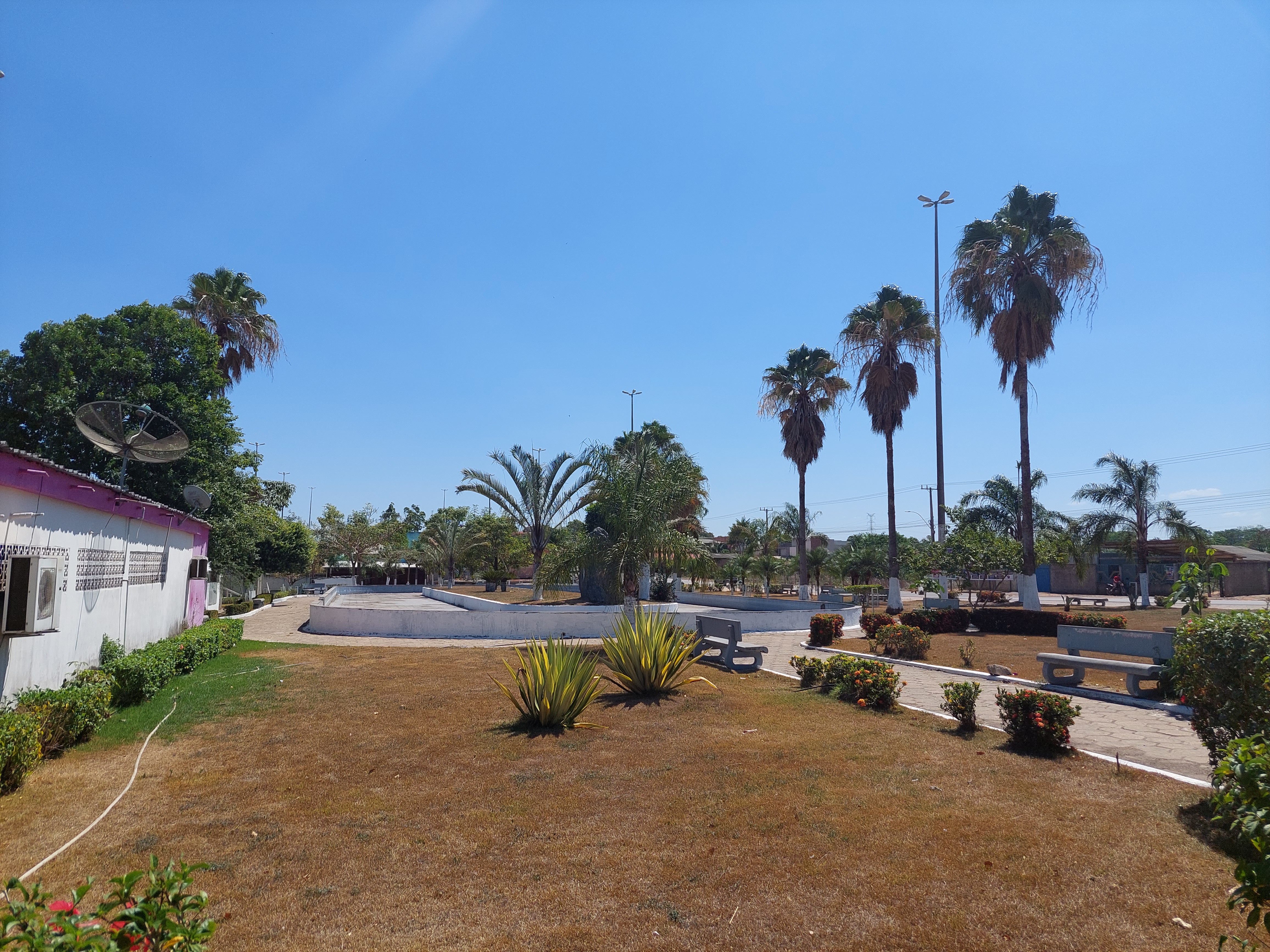
北阿瓜阿蘇爾

6°47′27″S 50°28′1″W / 6.79083°S 50.46694°W
北阿瓜阿蘇爾（葡萄牙語：Água Azul do Norte），是巴西的城鎮，位於該國北部，由帕拉州負責管轄，始建於1991年12月13日，面積7,577平方公里，2012年人口25,506，人口密度每平方公里3.37人。